# Kubuś i jego pan: Hołd w trzech aktach dla Denisa Diderota
Kubuś i jego pan: Hołd w trzech aktach dla Denisa Diderota (Jakub a jeho pán: Pocta Denisi Diderotovi) – dramat Milana Kundery, po raz pierwszy opublikowany w 1971 roku (pierwsze polskie wydanie: 1988). Został napisany w języku czeskim. Stanowi wariację na temat powieści Kubuś Fatalista i jego pan, której autor jest miłośnikiem.